# 사건 관련 전위

뇌에서 발생하는 전위 변화. 100ms에서 N100(N1), 400ms에서 P300(P3)가 나타나고 있다.

사건 관련 전위(event-related potential, ERP)는 뇌에서 어떠한 감각적, 인지적 자극이나 운동 등의 사건에 대한 반응으로 나타나는 전위차를 의미한다. 자극에 대한 정형화된 전기생리학적 반응을 통칭하는 용어로 사용되기도 한다. 사건 관련 전위를 탐구함으로써 뇌의 기능을 비침습적으로 탐구할 수 있다.
뇌전도로 측정하는 경우가 대부분이며, 뇌자도를 사용할 경우 전위가 아닌 자기장을 측정하기 때문에 사건 관련 장(event-related field, ERF)이라고 부른다. 유발전위는 사건 관련 전위의 특수한 형태이다.
극성과 발생 시간으로 각 전위를 이름짓는다. 예를 들어, N100은 자극 후 100ms정도 후에 음전위(negative)로 나타나는 ERP, P300은 자극 후 300ms정도 후에 양전위(positive)로 나타나는 ERP를 가리킨다.